# 峨眉梅花草
峨眉梅花草（学名：Parnassia faberi），为卫矛科梅花草属下的一个植物种。种名faberi以19世纪来中国收集植物的德国人Ernst Faber的名字命名。

## 异名
长爪梅花草有如下异名：
- 短茎峨眉梅花草[3]